# Johannes Andreas Rudersdorff
Johannes Andreas Rudersdorff (overleden Koningsbergen, maart 1866) was een Duits violist.
Drie van zijn dochters werden zangeres, waarvan Hermine Rudersdorff (geboren in Ivanowsky) het bekendst werd.
Hij was al virtuoos op de viool; hij stond na lessen van violist Binger op zevenjarige leeftijd op het podium van Felix Meritis met het concert in D majeur van Ignaz Pleyel. Reeds in 1807 was hij (samen met zijn vader), Duitsland te vinden, eerst als musicus in Amorbach en later in Frankfurt am Main, waar hij nog les kreeg van Hoffmann. In die periode overleed zijn vader. Er kwamen meer concertreizen en hij mocht onder aanbeveling van militair François Étienne de Kellermann ook een keer voor Napoleon Bonaparte spelen.
Hij werd op zestienjarige leeftijd korte tijd kapelmeester van het orkest van de Baron van Münch (de baron overleed en het orkest werd ontbonden). Vervolgens werd hij voor drie jaar kamermusicus aan het hof van Württemberg in Stuttgart waar hij ook nog les kreeg. In Stuttgart ontmoette hij componist/violist Pierre Rode, die hem meenam naar Parijs voor nog een jaar les. Opnieuw volgde kunstreizen door Duitsland, speelde anderhalf jaar in Wenen en Rusland waar hij aan het hof speelde van Aleksandr Barjatinski in Ivanowsky nabij Koersk. Na een periode van concertmeester bij een stadstheaterorkest in Hamburg, was hij van 1834 tot 1844 aan het andere eind van Europa te vinden; hij was dirigent (Monsieur Rudersdorff) bij de Philharmonic Society (Anacreontic Society) in Dublin en gaf daar talloze concerten. Na die periode trok hij naar Berlijn en gaf daar talloze concerten om uiteindelijk zich te vestigen in Koningsbergen.
Hij zou ook een twintigtal werken (aldus Fétis) hebben geschreven. Ze zijn moeilijk te traceren omdat ze werden uitgegeven in de steden waar hij toen verbleef:
- opus 3: Fantaisie brillante sur led themes de l’opéra Macbeth van Giuseppe Verdi (viool en piano, 1847)
- opus 4: Grande fantaisie brillante dus les themes de l’opéra Dom Sébastien van Gaetano Donizetti (viool en piano).(1848)
- opus 18: L’Omaggio, fanasia sugli inni populaire a Pio IX
- opus 19: Fantaisie brillante sur des themes de l’opéra U due Foscari (1847)
- Der Kaiser hat geweint (1848)
- Serenade voor fluit of viool en gitaar.
- Variations façile pour violon avec accompagnment d’un second violon, alto et violoncelle (1838)